# 马湖乡 (雷波县)
马湖乡，是中华人民共和国四川省凉山彝族自治州雷波县曾经下辖的一个乡。2020年6月，撤销马湖乡，原马湖乡所属行政区域划归黄琅镇管辖。

## 行政区划
马湖乡撤销前下辖以下地区：
马湖村、荆竹村、东升村、方竹村、菖蒲村、中山村、鲢鱼堡村、唐家山村、大杉坪村和大水井村。

## 特产
马湖莼菜：中国地理标志产品。